# Maija Einfelde
Maija Einfelde, née le 2 janvier 1939 à Valmiera, est une compositrice lettone.

## Biographie
Maija Einfelde naît à Valmiera, en Lettonie, et commence ses études musicales avec sa mère qui est organiste d'église. Elle poursuit ses études à l'école de musique Alfrēds Kalniņš à Cēsis, au Jāzeps Mediņš Music College à Riga, puis intègre le Conservatoire de Lettonie en 1966, étudiant la composition avec Jānis Ivanovs. Après avoir obtenu son diplôme, elle enseigne la théorie musicale et la composition à l'école de musique Alfrēds Kalniņš de Cēsis, au collège de musique Emīls Dārziņš et au collège de musique Jāzeps Mediņš. Elle a un fils, l'écrivain Jānis Einfelds.
Les œuvres d'Einfelde sont interprétées dans le monde entier, notamment par le MDR Rundfunkchor à la Philharmonie de Berlin, le chœur de l'Université Brigham-Young, le chœur de chambre de Vancouver, la chorale de Kansas City, le chœur de la Radio des Pays-Bas et au Carnegie Hall de New York,,.

## Honneurs et récompenses
- Premier prix, Barlow Endowment for Music Competition, 1997
- Grand Prix de Musique de Lettonie, 1997
- Prix du Ministère de la Culture de la République de Lettonie, 1999[1]

## Œuvres
Einfelde compose principalement de la chorale, d'orgue et de chambre. Ses œuvres comprennent notamment :
- 1982 Sonate meditācija (Sonate-Méditation) pour alto et piano
- 1985 Deuxième Sonate pour violon et piano
- 1989 Crucifixus pour orgue solo
- 1990 Lullaby, pour chœur de femmes
- 1993 Quatuor à cordes pour deux violons, alto et violoncelle
- 1994 Ave Maria pour orgue
- 1994 Adagio pour violon, violoncelle et piano
- 1994 Pirms saules rieta (Avant le coucher du soleil) pour clarinette, alto et piano
- 1995 Ave Maria pour chœur de femmes et orgue
- 1996 Pie zemes tālās… (Au Bord de la Terre…), oratorio de chambre pour chœur mixte
- 1998 Ave Maria pour chœur mixte et orgue
- 1998 Psaume 15 pour chœur mixte
- 1999 Sanctus pour orgue solo
- 1999 Prelūdija (Prélude) pour hautbois et alto
- 2000 Skerco (Scherzo) pour violoncelle seul
- 2002 Noktirne (Nocturne) pour harpe
- 2003 Cikls ar Friča Bārdas dzeju (Trois poèmes de Fricis Bārda ) pour chœur mixte
- 2006 Divas mīlas dziemsas (Deux chansons d'amour) 12 voix
- 2002 Symphonie[4]

## Discographie
Ses compositions ont été enregistrées et éditées sur CD dont :
- No Tevis (De vous) – Chœur de femmes Dzintars (1995, Studio d'enregistrement de Riga)
- Ave Maria – Chœur de femmes Dzintars (1996/1997)
- Trīs jūras dziesmas (Trois chants de la mer) pour hautbois, cor français et orchestre à cordes – Rīgas kamermūziķi [Compilation de musique lettone du XXe siècle] (1998, Brize)
- Gloria pour trompette piccolo et orgue – Edwart H. Tarr, Irmtraud Krüger (1998, Kreuz Plus : Musik, best. 1627)
- Pie zemes tālās… (Au bord de la terre…) – Chanteurs de chambre de la radio lettone, dir. Kaspars Putniņš (1999, Radio letonne/LMIC) (OCLC 70142554)
- 15e Psaume – Chœur de la radio lettone, dir. Sigvards Kļava ; Latviešu mūzika Rīgā (1999)
- Maija balāde (May Ballad) – Classiques lettons du millénaire (2000, UPE Classics)
- Noktirne (Nocturne) / Divejāda saule tek. Musique nouvelle lettone (2003, LR CD 043)
- Monologues (Monologue) pour violoncelle et piano // spele Māris Villerušs (2003)
- Dialogues dramatiques – Negaidīta atklāsme (Inspiration inattendue) (2003, Riga Recording Company)
- Sirēnu sala (L'île des sirènes) / Ensemble vocal Putni, dir. Antra Dreģe – Vokālais ansamblis Putni. Pamošanās (2003, Putni) (OCLC 931149940)
- Sonate pour violon et orgue / Jānis Bulavs et Larisa Bulava – Musique nouvelle lettone. Latviešu jaunā mūzika – 2004, Jānis Bulavs [enregistré au Canada] – Saules lēkts ; LMIC & Letton Radio Choir (2002-2004, LMIC CD-2005-3) (OCLC 780739901)
- Ave Maria – Quatuors à cordes lettons. Latviešu stīgu kvarteti (2008)[4]
- Sērdieņu dziesma – Ilona Meija, flute, flûte alto ; Dzintra Erliha, piano (2016, Skani) (OCLC 1022949897) — avec des œuvres de Arturs Grinups, Pēteris Vasks, Imants Zemzaris, etc.
- Cikls ar Friča Bārdas dzeju (Trois poèmes de Fricis Bārda) – SWR Vokalensemble, dir. Marcus Creed (2019, SWR Classic) (OCLC 1200315077) — Avec des œuvres de Rytis Mažulis, Pēteris Vasks, Veljo Tormis.
- Zvaigžņu kalns ; Gloria – Jānis Porietis, trompette ; Ilze Reine, orgue (Skani) (OCLC 1257428554) — avec d'autres œuvres de Rihards Dubra, Alvils Altmanis, Georgs Pelecis et Renāte Stivriņa…
- Sonata meditation ; Ave Maria ; Sanctus ; Pirms saules rieta ; Divas mīlas dziesmas… – Chœur de la radio letonne, dir. Sigvards Kļava et Kaspars Putniņš ; Larisa Bulava, orgue (2021, Skani) (OCLC 1257486122)